# Akala
Akala, pseudonimo di Kingslee James McLean Daley (Londra, 1º dicembre 1983), è un rapper, poeta e attivista britannico.
Di padre giamaicano e madre scozzese, è fratello della rapper Ms. Dynamite. È vegano.

## Discografia
- 2006 - It's Not a Rumour
- 2007 - Freedom Lasso
- 2008 - Akala – Acoustic Remixes (EP)
- 2010 - DoubleThink
- 2013 - The Thieves Banquet
- 2015 - Knowledge Is Power II